# 阿伯岛

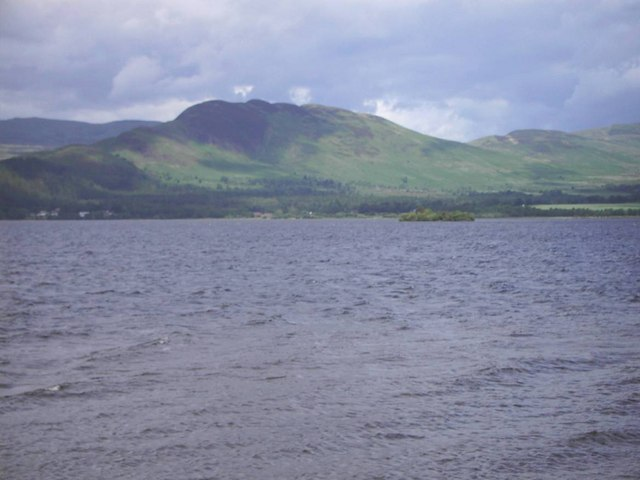
阿伯岛是图片中大陆前方的小岛。

阿伯岛'是苏格兰中西部洛蒙德湖的一个小岛，临近废弃的阿伯村旁的恩德里克河河口，距离Clairinch1⁄2英里（800）。小岛的名字来源于凯尔特语的一个河口名，或苏格兰盖尔语“eabar”，意思是“泥泞”。
岛上长有数目，包括桤木和歐洲赤松。它是Gartochraggan的一部分。